# Бойсе (округ)
Бо́йсе (Бойзи; англ. Boise от фр. boisé — лесистый) — округ в штате Айдахо. Административным центром является город Айдахо-Сити.

## История
Округ Бойсе был основан 4 февраля 1864 года. Название округу было дано в честь реки Бойсе, в бассейне которой он находится. В 1862 году на территории округа были обнаружены месторождения золота. За два десятилетия после их открытия было добыто золота на сумму $250 млн — больше, чем во время золотых лихорадок в Калифорнии и Клондайке. На пике золотодобычи в 1860-1870-е годы Айдахо-Сити был крупнейшим городом на северо-западе США. Приток новых поселенцев привёл к созданию так называемой территории Айдахо, предшественнице штата Айдахо.

## Население
По состоянию на июль 2008 года население округа составляло 7 504 человек. Округ находится на 34-м месте в штате по населению. С 2003 года численность населения увеличилась на 3,70 %. Ниже приводится динамика численности населения округа.

## География
Округ Бойсе располагается в юго-западной части штата Айдахо. Площадь округа составляет 4 938 км², из которых 11 км² (0,23 %) занято водой.
|       | Джем  | Валли  | Бьютт |  |
|       | север | Кастер |       |  |
| Бойсе |       | Кастер |       |  |
| юг    |       | Кастер |       |  |
| Эйда  | Элмор |        |       |  |

### Дороги
- — SH-21
- — SH-55

### Города округа
- Крауч
- Хорсшу-Бенд
- Айдахо-Сити
- Пласервилл

### Достопримечательности и охраняемые природные зоны
- Национальный лес Бойсе (частично)
- Национальная зона отдыха Соутут (частично)
  - Заповедник Соутут (частично)